# Raul Neto
Raul „Raulzinho“ Togni Neto (* 19. Mai 1992 in Belo Horizonte, Brasilien) ist ein brasilianischer Basketballspieler.

## Karriere

### Verein
Neto begann seine Karriere beim brasilianischen Klub Minas Tênis Clube. 2011 wechselte er nach Spanien zu San Sebastián Gipuzkoa BC. Im NBA-Draft 2013 wurde er an 47. Stelle durch die Atlanta Hawks ausgewählt. Seine Rechte wurden jedoch an die Utah Jazz verkauft. Er wechselte jedoch nicht in die NBA, sondern blieb in Spanien. Am 1. August 2014 unterschrieb er bei CB Murcia.
Im Sommer 2015 wechselte er zu den Utah Jazz. Aufgrund der schweren Knieverletzung des nominellen Point Guard Dante Exum, wurde Neto in seinem ersten Jahr direkt zum Starter befördert und für seine guten Leistungen vertrat er die Weltauswahl bei der NBA All-Star Weekend Rookie Challenge. Mit der Verpflichtung von Shelvin Mack rückte Neto wieder auf die Bank, spielte jedoch eine überzeugende Debütsaison, die er mit 5,9 Punkte und 2,1 Assists im Schnitt abschloss. Mit der Wiedergenesung von Dante Exum fiel Neto in der Rotation zurück. Neto verblieb bei den Jazz die kommenden Jahre als dritter Point Guard hinter Ricky Rubio und Exum. Sein Vertrag wurde im Sommer 2018 verlängert. Er kam in 37 Saisoneinsätzen auf 5,3 Punkte und 2,5 Assists pro Spiel.
Im Sommer 2019 unterzeichnete Neto einen neuen Vertrag bei den Philadelphia 76ers, nachdem er kurz zuvor von den Jazz entlassen wurde.

### Nationalmannschaft
Neto spielt seit der Basketball-Weltmeisterschaft 2010 für die Brasilianische Nationalmannschaft. Er nahm zudem an den Olympischen Spielen 2012 und 2016 sowie an der Basketball-WM 2014 teil.

## Karriere-Statistiken

### NBA

#### Reguläre Saison
| Saison  | Team         | GP  | GS | MPG  | FG % | 3P % | FT % | RPG | APG | SPG | BPG | PPG |
| ------- | ------------ | --- | -- | ---- | ---- | ---- | ---- | --- | --- | --- | --- | --- |
| 2015–16 | Utah         | 81  | 53 | 18.5 | .431 | .395 | .743 | 1.5 | 2.1 | 0.8 | 0.0 | 5.9 |
| 2016–17 | Utah         | 40  | 0  | 8.6  | .451 | .323 | .889 | 0.8 | 0.9 | 0.5 | 0.1 | 2.5 |
| 2017–18 | Utah         | 41  | 0  | 12.1 | .457 | .404 | .743 | 1.2 | 1.8 | 0.3 | 0.1 | 4.5 |
| 2018–19 | Utah         | 37  | 1  | 12.8 | .460 | .333 | .848 | 1.7 | 2.5 | 0.4 | 0.1 | 5.3 |
| 2019–20 | Philadelphia | 54  | 3  | 12.4 | .455 | .386 | .830 | 1.1 | 1.8 | 0.4 | 0.1 | 5.1 |
| Gesamt  | Gesamt       | 253 | 57 | 13.8 | .446 | .379 | .789 | 1.3 | 1.9 | 0.5 | 0.1 | 4.9 |

#### Play-offs
| Saison  | Team         | GP | GS | MPG  | FG % | 3P % | FT %  | RPG | APG | SPG | BPG | PPG |
| ------- | ------------ | -- | -- | ---- | ---- | ---- | ----- | --- | --- | --- | --- | --- |
| 2016–17 | Utah         | 9  | 0  | 6.7  | .615 | .500 | 1.000 | 0.8 | 0.4 | 0.1 | 0.1 | 2.6 |
| 2017–18 | Utah         | 8  | 0  | 9.0  | .304 | .286 | 1.000 | 1.3 | 1.3 | 0.3 | 0.0 | 2.6 |
| 2018–19 | Utah         | 3  | 0  | 6.5  | .167 | .000 |       | 1.0 | 0.3 | 0.0 | 0.0 | 0.7 |
| 2019–20 | Philadelphia | 2  | 0  | 13.0 | .333 | .400 |       | 1.5 | 1.5 | 0.5 | 0.0 | 4.0 |
| Gesamt  | Gesamt       | 22 | 0  | 8.1  | .373 | .368 | 1.000 | 1.0 | 0.8 | 0.2 | 0.0 | 2.5 |